# Université de technologie de Kaunas
 (février 2016).
Si vous disposez d'ouvrages ou d'articles de référence ou si vous connaissez des sites web de qualité traitant du thème abordé ici, merci de compléter l'article en donnant les références utiles à sa vérifiabilité et en les liant à la section « Notes et références ».
L'université de technologie de Kaunas (KTU) est un établissement public d'enseignement supérieur et de recherche fondé en 1922 à Kaunas à la suite de la réorganisation des cours de l'université de Lituanie fondés en 1920.
Du 31 octobre 1950 au 30 octobre 1990, l’établissement a fonctionné sous le titre d’Institut polytechnique de Kaunas. Aujourd’hui c'est l'une des plus grandes universités techniques des pays baltes, effectuant la majorité des recherches sous contrat avec les entreprises (70 % en 2013) parmi les universités de Lituanie.
L'université comporte 9 facultés, 10 instituts, 5 centres, 18 organisations de jeunesse, 12 résidences d’étudiants, 9 groupes artistiques, 21 clubs sportifs de différentes branches sportives. La Bibliothèque de l'université est l’une des plus grandes bibliothèques universitaires en Lituanie : plus 1,4 million de volumes.
L'université propose 156 programmes d'études : 64 de licence, 73 de master, 19 de doctorat ; ainsi que 16 programmes du premier niveau d’études et 23 programmes de master en langues étrangères (le plus souvent en anglais) et plus de 500 modules individuels. L’enseignement  comprend la technologie, les sciences physiques, sociales, humanitaires, la biomédecine et les arts.
L’université dispose de centaines de bourses accordées par les mécènes, ainsi que la bourse incitatrice de recteur, qui sont destinées aux jeunes scientifiques les plus actifs et aux étudiants en doctorat.
Depuis la fondation de l’université plus de 130 000 étudiants ont été diplômés. Le potentiel scientifique de l'université est illustré par les indicateurs suivants : en 2013, ont été publiées plus de 400 publications dans des revues internationales, dont 239 chez les éditeurs étrangers. Il y a, pour chaque scientifique de l'université, un indice de citation dans les éditions étrangères de 0,66 par an.
L'université est fondatrice du lycée de KTU (fondé en 1989), du collège de KTU Vaižgantas (fondé en 2011) ainsi que du lycée KTU d’ingénierie (fondé en 2014).

## Histoire
L’université de technologie de Kaunas, issue de l’université de Lituanie (ultérieurement université Vytautas Magnus, université de Kaunas, université publique Vytautas Magnus de Kaunas) fut fondée le 16 février 1922, à Kaunas.
Grande Salle de KTU
Université de Lituanie.
Le 16 février 1922, jour anniversaire de l’indépendance de la Lituanie, la cérémonie d’inauguration de l’université de Lituanie a eu lieu dans la salle des cours supérieurs (grande salle de KTU). L’université de Lituanie est devenue responsable des salles d’études nouvellement créée ainsi que des bâtiments des cours supérieurs. À la suite d'un long débat, le Parlement (Seimas) a ratifié le statut de l’université de Lituanie.
La faculté de la rue Radvilenu
Le campus de KTU
Université Vytautas Magnus
Le 7 juin 1930, à l’occasion du 500e anniversaire de la mort du grand-duc Vytautas, l’université de Lituanie reçut le nom de Vytautas Magnus. L’université comportait sept facultés : Théologie-philosophie, Théologie catholique, Sciences humaines, Droit, Mathématiques et sciences, Médecine et sciences.
La réforme de la réorganisation de l’université Vytautas Magnus et de l’université de Vilnius a eu lieu lorsque la Lituanie récupéra Vilnius. En 1940, après la récupération de Vilnius, l’Université Vytautas Magnus a aidé à effectuer une profonde réforme, en reconstituant l’Université de Vilnius et en y déplaçant les facultés de droit et de sciences humaines. Il fallait transférer non seulement deux facultés mais encore 1000 étudiants de ces facultés, les professeurs, le personnel, le matériel etc. Il fallait introduire une culture académique, une âme universitaire et des traditions.

### Université de Kaunas
Le 21 août 1940, à la suite de l'occupation soviétique, l’Université Vytautas Magnus a pris le nom d’Université de Kaunas. Presque toutes les organisations d’étudiants ont été fermées, quelques étudiants et professeurs ont été arrêtés. En automne, la faculté de mathématique et de sciences a été déplacée à Vilnius.

### Université Vytautas Magnus
L‘université Vytautas Magnus a repris son nom à la suite de l'occupation allemande en 1941. Après la réorganisation par le pouvoir provisoire, l’université comportait 5 facultés : théologie, philosophie, technologie, construction, médecine. Presque toutes les universités ont été fermées lorsque le pouvoir allemand n’a pas réussi à former des troupes SS. Après cette fermeture, les professeurs des universités ont continué à donner des cours aux étudiants afin qu’ils aient la possibilité d’étudier la médecine et les sciences. Se retirant de Lituanie, l’armée allemande a fait sauter le bâtiment de la faculté de chimie et de physique.
Le 13 novembre 1944, le pouvoir soviétique a décidé de rouvrir l‘université qui, de 1944 à 1946, a fonctionné sous le nom d'université publique Vytautas Magnus de Kaunas.

### Université publique de Kaunas
En juin 1949, la faculté d’histoire et de philologie de l'université publique de Kaunas a été fermée.

### Institut polytechnique de Kaunas
En 1950, le ministre S. Kaftanovas a décidé de transformer l'université publique de Kaunas en Institut polytechnique de Kaunas. L‘institut polytechnique de Kaunas fut le premier établissement indépendant d’éducation technique.
En 1964, après la mort du premier recteur Kazimieras Baršauskas, la direction de l'Institut a proposé de donner à l'institut le nom de son organisateur. Le comité central du parti communiste de Lituanie a refusé mais, en revanche, son nom a été donné au laboratoire ultrason dont K. Baršauskas était le fondateur.
1974 -1989 L'Institut polytechnique de Kaunas  a reçu le nom d’Antanas Sniečkus.
En 1989, l'Institut polytechnique de Kaunas a fondé le lycée expérimental de KTU. C’était le premier établissement destinée aux élèves doués. En 2010, ce lycée fut reconnu comme le meilleur établissement d'enseignement secondaire dans notre pays.
Université de technologie de Kaunas
Le 4 avril 1990, l’Institut polytechnique de Kaunas a reçu le nom d’université de technologie de Kaunas. À la suite de la décision prise par le Conseil suprême de Lituanie en 1990, l’Institut polytechnique de Kaunas a repris son titre universitaire, qu’il a obtenu le 16 février 1922.
Lors de la deuxième  réunion de la conférence plénière de KTU, le statut de l'université et les procédures de la réforme universitaire ont été ratifiés le 27 mars 1991.
Ce processus englobait non seulement le changement de titre mais aussi le fait que l'université était devenue un établissement qui répondait à toutes les exigences mondiales du système d’enseignement des universités techniques. Ceci a été confirmé par la Conférence de l’évaluation de KTU à laquelle ont assisté des spécialistes de différentes universités techniques (des États-Unis, d’Angleterre, de Danemark, de Suède, de Finlande et d’autres pays) ainsi que de la Fédération européenne spéciale de formation des ingénieurs.
En 1992, l’université a lancé un système de trois cycles d’enseignement supérieur en installant et développant un système d'études par crédits - modules, mettant surtout l'accent sur l’unité de la science et des études, sur une large éducation  fondamentale, sur les programmes des études libérales et sur un travail individuel. L’université a commencé à développer les programmes d'études en langues étrangères afin de promouvoir l'internationalisation et d’attirer des étudiants étrangers.
En 1998, KTU a rejoint la Grande Charte des Universités, et quelques années plus tard, est devenue  membre de 9 organisations internationales.
KTU a établi un Incubateur du business régional, qui est la première pépinière technologique en Lituanie dont le but est de fournir un soutien aux nouvelles entreprises.

### Années 2000
En 2007, KTU a reçu le prix de l’Organisation mondiale de la propriété intellectuelle (OMPI) pour le brevetage et le recensement des objets de la propriété industrielle. En 2008, le prix de l'OMPI a été attribué à Vytautas Getautis et Juozas Vidas Gražulevičius de la faculté de technologie chimique.
En 2008, l’Institut d’ingénierie et d’environnement de KTU a reçu le prix Energy Globe du Parlement européen pour la création et l’implantation du système d'économie de l’énergie (APINI-SPIN). En 2010, M. J. K. Staniskis a reçu le prix The Baltic Sea Award (le Prix de la mer Baltique 2010). Il est un seul scientifique lituanien à avoir remporté ce prix.
En 2009, l’Agence Exécutive Education, Audiovisuel et Culture (EACEA) a accordé une étiquette supplémentaire aux diplômes. Les diplômes ayant cette étiquette sont reconnus dans toute l'Europe, par conséquent, cela augmente les possibilités d'emploi pour les diplômés non seulement en Lituanie, mais aussi à l'étranger.
En 2009, KTU a reçu le prix du Partenariat de la jeunesse, et l'Union des étudiants de KTU a reçu le prix de l'association de jeunes.
KTU a ouvert l’Université des enfants, où les enfants âgés de  8-12 ans ont la possibilité de faire connaissance avec une variété de domaines scientifiques, de communiquer  avec des chercheurs, de visiter des laboratoires et de suivre le processus de la recherche.
En 2010, KTU a signé un contrat de financement pour le projet de la Vallée d’études et d'affaires Santaka. La Vallée développera les technologies de la chimie, de la mécatronique, de l'économie énergétique, de l'information et de la communication. La valeur du projet est de 117 257 000 Lt (34 millions d’€)
Le projet du Centre de compétence des sciences alimentaires et des technologies a été réalisé. Dans ce Centre sont concentrées les installations du génie alimentaire, celles de la technologie ainsi que celles des recherches de l’analyse de la qualité permettant de modeler, d’optimiser et d’analyser les processus de la production alimentaire et les processus de stockage.
L’année 2013 était l’année du début du programme de renouvellement de l'université, c’était aussi le début de 30 projets interuniversitaires : la gestion des programmes d’études, l’amélioration de la qualité de formation, l’internationalisation, le développement des ressources humaines, la gestion et l’optimisation de l'infrastructure ainsi que le développement du marketing et de la communication.
KTU a approuvé le nouveau système de gestion des cours. L’université a démarré un programme de mentorat ; en fonction  de la tradition des facultés, leur identification dans les médias nationaux et internationaux, l'efficacité économique et la continuité des activités, l’université a préparé et approuvé la nouvelle structure des départements universitaires qui seront concentrés sur le Campus de KTU. Selon  la nouvelle structure les quatorze facultés ont été réorganisées en 9 facultés.
En été 2013, KTU a remis les insignes de docteur honoris causa  à Sir Richard Branson, l’un plus célèbres hommes d'affaires, le fondateur et PDG de Virgin Group Ltd. Il est devenu docteur honoris Causa dans le but d’inspirer les jeunes.
En 2014, Le secrétaire général de l’OTAN Anders Fogh Rasmussen est devenu docteur honoris causa de KTU pour ses idées sur la défense des libertés fondamentales.
La même année, Alex Sozonoff, l’un des fondateurs du projet Startup Space est devenu, à son tour, docteur honoris causa de KTU.
Les insignes d’honneur de KTU ont été remis à Vladas Lašas pour sa contribution à la science et à la technologie. Sur son initiative, KTU a développé et a monté le premier satellite lituanien dans l'espace LitSat-1.
Kristina Jurate Kazickaitė-Altman  est aussi docteur honoris causa de KTU. Cette philanthrope et scientifique est devenue docteur honoris causa pour son important soutien financier aux différents événements. Son activité en faveur de KTU, méritait une reconnaissance et un respect académique.
Le collège du génie de KTU a ouvert ses portes le 1er septembre, c’était le premier établissement scolaire de ce type en Lituanie.
Horloge solaire
Le siège central de l’Association des écoles supérieures de Lituanie pour une admission coordonnée (LAMA BPO) 
Le centre de sciences et de technologies

## Recteurs
Université de Lituanie (16 février 1922 – 7 juin 1930) :
- Jonas Šimkus (1922–1923)
- Vincas Čepinskis (1923–1924)
- Pranciskus Būčys (1924–1925)
- Petras Avižonis (1925–1926)
- Mykolas Biržiška (1926–1927)
- Mykolas Riomeris (1927–1928)
- Pranas Jodelė (1928–1929)

Université Vytautas-Magnus (7 juin 1930 – 21 août 1940) :
- Vincas Čepinskis (1929–1933)
- Mykolas Riomeris (1933–1939)
- Stasys Šalkauskis (27 novembre 1939 –5 août 1940)

Université de Kaunas (21 août 1940 – 22 juin 1941) :
- Antanas Purėnas (1940–1941)

Université Vytautas-Magnus (22 juin 1941 – 10 octobre 1944):
- Julijonas Gravrogkas (1941–1944)

Le 16 mars 1943 l’université fut fermée par le pouvoir allemand :
Université publique Vytautas-Magnus de Kaunas (10 octobre 1944 – 7 juin 1946) :
- Antanas Purėnas (1944–1946 m.)

Université publique de Kaunas (7 juin 1946 – 31 octobre 1950) :
- Juozas Kupčinskas (1946–1950 m.)

Institut polytechnique de Kaunas (31 octobre 1950 – 31 octobre 1990) :
- Kazimieras Baršauskas (1950–1964)
- Marijonas Martynaitis (1964–1983)
- Vladislavas Domarkas (1983–1990)

Université de technologie de Kaunas (depuis le 31 octobre 1990) :
- Vladislavas Domarkas (1990–1992)
- Kestutis Kriščiūnas (1992–2000)
- Ramutis Petras Bansevičius (2000 – 23 mai 2007)
- Raimundas Šiaučiūnas (23 mai 2007 – 31 mai 2011)
- Petras Baršauskas (depuis 31 mai 2011)

## Docteurshonoris causa
2017
- Klaus Schwab

2016
- David J. Teece
- Hamid Aït Abderrahim

2015
- Teodoro Forcht-Dagi
- Horst-Günter Rubahn

2014
- Vladas Lašas
- Alex Sozonoff
- Jurate Kristina Kazickaitė-Altman
- Anders Fogh Rasmussen

2013
- Richard Branson

2012
- Hans Peter Jensen

2008
- Manfred Horvat
- Sören Mattsson

2006
- Václav Klaus
- Emanuelis Kęstutis Jarašūnas

2004
- Romualdas Šviedrys

2003
- Jonas Mockus

2002
- Bronislovas Lubys
- Max Schweizer

2001
- Le président Algirdas Mykolas Brazauskas

2000
- Ulrich Daldrup
- Lars Ryden
- Günter Lattermann

1999
- Feliksas Palubinskas
- Terence Henry McLaughlin
- John Arnoldus Berendse
- Klaus K. Unger
- Edvardas Jasaitis

1998
- Jurgis Vilemas
- Adolfas Laimutis Telksnys
- Juozas Petras Kazickas
- Kazys Sekmakas
- Irene Lange
- Egons Lavendelis
- Romualdas Kasuba
- Le président Valdas Adamkus

1996
- Friedrich Marcks

1995
- Algirdas Marchertas
- Jeffrey A. G. Knight
- Roland G. Verhé

1994
- Stasys Bačkaitis

1993
- Juozas Rimvydas Vaišnys
- Rimas Vaičaitis

## Doctoratshonoris causa
- Aleksandras Dambrauskas  est devenu docteur honoris causa en mathématiques à la faculté de mathématiques et sciences de l’Université de Lituanie en 1928.
- Petras Vileišis est devenu docteur honoris causa en 1926.
- Pranas Mašiotas est devenu docteur honoris causa en 1923.
- Aleksandras Dambrauskas est devenu docteur honoris causa en mathématique à la faculté de mathématique et sciences de l’Université de Lituanie en 1928.
- Petras Vileišis est devenu docteur honoris causa en 1926.
- Pranas Mašiotas est devenu docteur honoris causa en 1923.

## Professeurs émérites
- Viktorija Šenavičienė
- Mykolas Daunys
- Danielius Eidukas
- Algirdas Matukonis
- Kazimieras Šešelgis

## Structure
Les facultés : 
- La faculté de technologie chimique
- La faculté de génie mécanique et conception
- La faculté d‘économie et d’affaires
- La faculté de mathématiques et des sciences
- La faculté des sciences sociales et humaines et des arts
- La faculté d’informatique
- La faculté de technologie et des affaires de Panevežys
- La faculté de construction et d’architecture

Les instituts :
- Génie de l’environnement
- Architecture et construction
- Génie biomédical
- Technologies de défense
- Alimentation
- Mécatronique
- Science des matériaux
- Météorologie
- Science ultrason - Prof. K. Barsauskas
- Télématique de santé

Les autres départements de l’université :
- Le centre des carrières
- Le centre de sport
- Le centre national d’innovation et d’affaires
- Le centre des projets de développement
- Le centre de formation des étudiants

La représentation étudiante :
- KTU SA

## Relations internationales
L’université de technologie de Kaunas est membre des organisations internationales suivantes :
1. Association des universités européennes (European University Association – EUA);
2. Société Européenne pour la Formation des Ingénieurs (SEFI);
3. Conférence des écoles européennes pour l'enseignement et la recherche des sciences avancées pour ingénieurs (The Conference of European Schools for Advanced Engineering Education and Research – CESAER);
4. L’association de formation continue pour l’ingénieur (International Association of Continuing Engineering Education – IACEE);
5. Réseau européen des universités pour formation continue (European Universities Continuing Education Network – EUCEN);
6. Réseau des universités de la région Baltique (Baltic Sea Region Universities Network – BSRUN);
7. L’association des universités techniques de la région Baltique (Association of Technical Universities of Baltic States – ATUBS);
8. Consortium de science et technologie des universités technologiques BALTECH;
9. Pacte mondial „Global Compact". Liens externes

L’université a signé la Magna Charta des universités européennes.
KTU a signé plus de 60 accords bilatéraux de coopération avec diverses universités étrangères. Cette coopération existe non seulement avec les pays européens, mais aussi avec le Japon, la Corée du Sud, Singapour, l’Australie, et  le Brésil. L’université a également signé plus de 200 accords de coopération bilatérale avec les partenaires Erasmus de l'UE. De 1999 à 2009, dans le cadre du programme ERASMUS, environ 400 étudiants ont étudié à KTU, et bien plus d’étudiants de KTU sont partis étudier à l'étranger. 